# كين أوستن (كرة سلة)
كين أوستن (بالإنجليزية: Ken Austin) مواليد 15 يوليو 1961 في لوس أنجلوس، هو لاعب كرة سلة أمريكي معتزل. بدأ مسيرته الاحترافية في سنة 1983. تم اختياره من قبل فريق ديترويت بيستونز خلال الدرافت. حمل الرقم 34. يبلغ طوله 6 قدم 9 بوصة (2.1 م). اعتزل اللعب في 1994.

## المسيرة الاحترافية
لعب مع ديترويت بيستونز في سنة 1984، ثم لعب مع شوليه باسكت في الدوري الفرنسي من سنة 1987 إلى 1989، ثم لعب مع أسفيل باسكت في موسم 1989–1990.

## روابط خارجية
- كين أوستن على موقع إن بي أي (الإنجليزية)
- كين أوستن على موقع سبورتس رفرنس (الإنجليزية)
- كين أوستن على موقع الدوري الإسباني لكرة السلة (الإسبانية)
- كين أوستن على موقع كرة السلة الأوروبية.كوم (الإنجليزية)
- كين أوستن على موقع كلية كرة السلة في سبورتس رفرنس.كوم (الإنجليزية)
- كين أوستن على موقع ريلجم (الإنجليزية)
- كين أوستن على موقع بروبوليرز (الإنجليزية)
- كين أوستن على موقع سبورتس رفرنس (الإنجليزية)